# Austrocythere reticulotuberculata
Austrocythere reticulotuberculata is een mosselkreeftjessoort uit de familie van de Cytheridae. De wetenschappelijke naam van de soort is voor het eerst geldig gepubliceerd in 1989 door Hartmann.